# 保羅·巴雷特
保羅·邁克爾·巴雷特（英語：Paul Michael Barrett；1971年—）是倫敦自然史博物館的英國脊椎古生物學家。他的研究重點主要是恐龍。巴氏懷特甲龍（Vectipelta barretti）以他的名字命名。

## 外部連結
- Iris View Profile